# Бельгійська кампанія (1940)
Бельгійська кампанія (1940), яку у Бельгії часто називають 18-денна кампанія (фр. Campagne des 18 jours; нід. Achttiendaagse Veldtocht) — військова кампанія Збройних сил Третього Рейху із захоплення території Бельгії; складова частина Французької кампанії в 1940 році. В результаті блискавичної 18-денної операції була захоплена німецькими військами територія Бельгії; бельгійська армія капітулювала.
10 травня 1940 року німецький Вермахт розпочав одночасно вторгнення на територію Люксембургу, Нідерландів та Бельгії за планом операції «Гельб». Сподіваючись, що головний удар німецьких військ наноситься на території Бельгії, союзне командування використало усі сили, щоб зупинити вторгнення. Після того, як найкращі та найбільш підготовлені французькі війська, що складали переважну більшість військ союзників, між 10 та 12 травня, ув'язалися в затяті бої, німці приступили до реалізації другого етапу кампанії, завдавши потужний удар броньованим кулаком через Ардени в напрямку на Ла-Манш. Через 5 діб стрімкого просування передові частини досягли Ла-Маншу, оточивши основні сили союзників у західній Бельгії. Серією ударів німецькі війська притиснули противника до морського узбережжя й вже 28 травня бельгійська армія капітулювала, склавши зброю.
Під час проведення кампанії мали місце дві ключові події: наймасштабніший на той час танковий бій у ході битви при Анню, під час якого вперше в історії зіткнулися значні сили танкових військ протиборчих сторін, та битва за Ебен-Емаель — перше у військовій історії застосування повітряного десанту зі стратегічними цілями.

## Історія

### Передумови кампанії
Після завершення Першої світової війни бельгійська військова стратегія зіткнулася з низкою політичних, економічних та військових проблем. Готуючись до ймовірного вторгнення сусідньої держави, бельгійці разом з цим не бажали просто зосередитися на обороні бельгійсько-німецького кордону, що стало б продовженням французької оборонної лінії Мажино, чому було кілька причин. По-перше, такий крок робив би бельгійців уразливими для німецького наступу з тилу в разі їхнього прориву через бельгійсько-нідерландський кордон. По-друге, ця стратегія ставила їх у залежність від французької армії, яка, відповідно до франко-бельгійської угоди 1920 року, повинна була в такому випадку вирушити до Бельгії для підтримки. Але бельгійці не довіряли французам у політичному відношенні, оскільки споконвічно не хотіли бути втягнутими у війну. Маршал Філіпп Петен пропонував, щоб французи вторглися до німецького Рурського промислового району, використовуючи Бельгію як коридор для операції у жовтні 1930 року та в січні 1933 року, але через побоювання Бельгії, що вона буде втягнута у війну, ці плани не були реалізовані в життя. Бельгійське керівництво також застерігалося бути втягнутими у війні у результаті підписання франко-радянського договору в травні 1935 року. Франко-бельгійська угода передбачала мобілізацію Бельгії у разі аналогічних дій Німеччини, але було незрозуміло, чи повинна Бельгія зробити це у разі вторгнення Німеччини до Польщі, що також служило джерелом напруги.
Набагато більше бельгійці схилялися на користь оборонного союзу з Великою Британією. Британці вступили у Першу світову війну у відповідь на порушення кайзерівською Німеччиною бельгійського нейтралітету. Окупація німецьким імператорським флотом бельгійських портів на Ла-Манші забезпечила їх кораблі цінними базами, отже в разі майбутнього конфлікту німецькі Крігсмаріне та Люфтваффе отримали б можливість розмістити свої об'єкти в безпосередній близькості від Англії, що значно спростило б їм опцію брати участь у стратегічних наступальних операціях проти Сполученого Королівства. Однак британський уряд мало звертав увагу на занепокоєння бельгійців. Відсутність такого союзу спонукала Бельгію до виходу із Західного альянсу за день до ремілітаризації Рейнської області. Відсутність опору ремілітаризації переконала бельгійців у тому, що Франція та Британія не бажають боротися за власні стратегічні інтереси, не кажучи вже про інтереси Бельгії. Бельгійський генеральний штаб був сповнений рішучості боротися за державні інтереси, навіть самостійно, в разі необхідності.

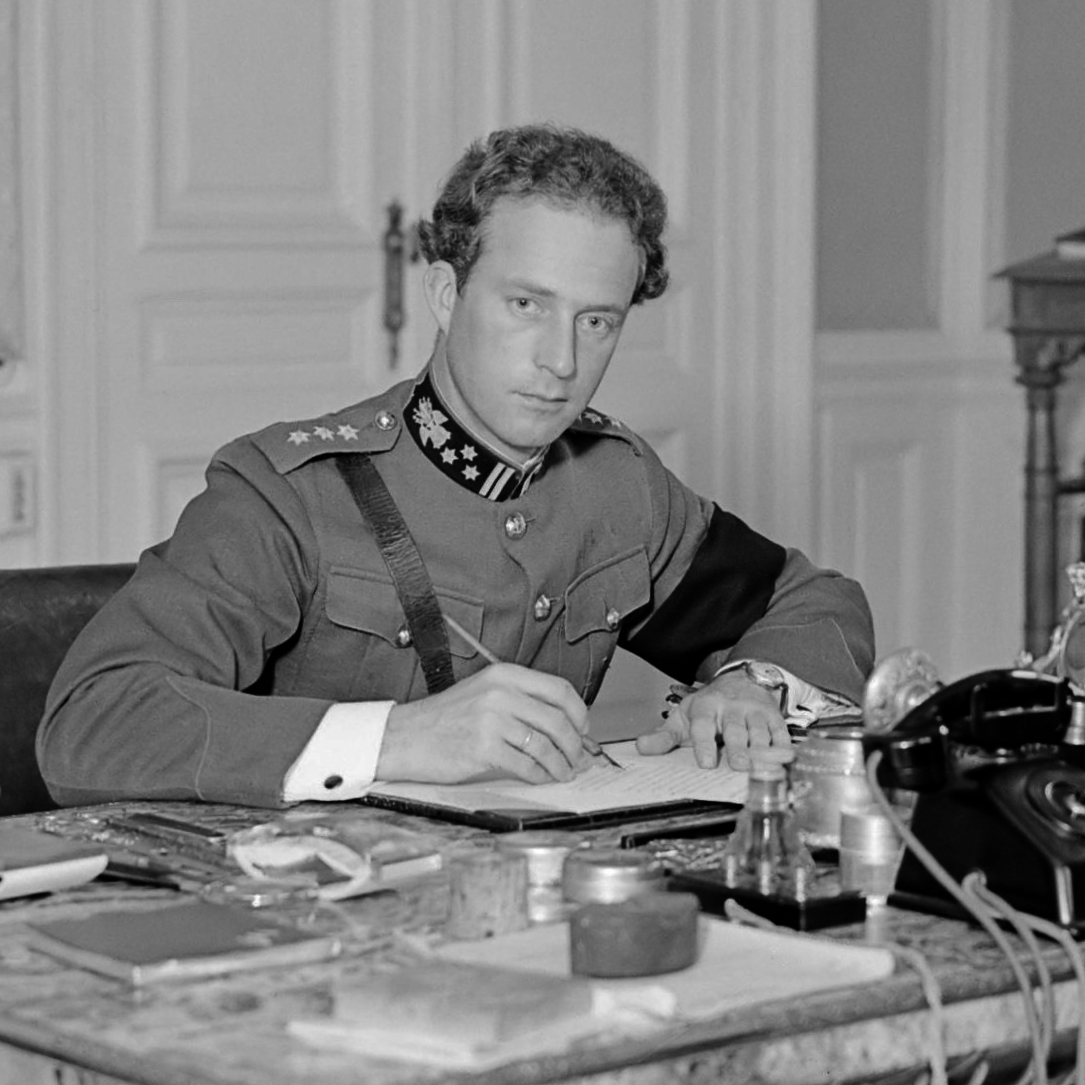
Бельгійський король Леопольд III

Французький уряд був розлючений відкритою декларацією короля Леопольда III, який проголосив про нейтралітет свого королівства у жовтні 1936 року. Керівництво французької армії зрозуміло, що її стратегічні передбачення зійшли нанівець; французи більше не могли очікувати взаємодії з бельгійцями в захисті східних кордонів Бельгії, що дозволило б їй зупинити німецький наступ далеко на підступах до французького кордону. Така ситуація позбавила французів будь-яких підготовлених оборонних споруд у Бельгії для запобігання нападу, ситуації, якої французи хотіли уникнути, оскільки це означало вступ у бій з німецькими танковими дивізіями. Французький генералітет розглядав можливість негайного вторгнення до Бельгії у відповідь на напад Німеччини на країну. Бельгійці, усвідомлюючи небезпеку, що виходила від німців, таємно надали французькому військовому аташе в Брюсселі власну оборонну політику, інформацію про переміщення військ, зв'язок, фіксовані оборонні розташування, розвідку та домовленості про повітряну розвідку. Офіційно бельгійський уряд зберігав підозрілу позицію щодо Франції, вважаючи її такою ж загрозою для суверенітету Бельгії, як і Третій Рейх. Французьким військам не дозволялося в'їжджати до Бельгії, навіть коли німецькі плани вторгнення стали неминучими.
План союзників щодо допомоги Бельгії називався планом «Діль»; найкращі сили союзників, включаючи французькі бронетанкові дивізії, мали просунутися до річки Дейле у разі німецького вторгнення. Задум союзників полягав у тому, щоб або підсилити бельгійців на сході країни, по лінії каналу Маас-Альберт, або утримувати естуарій Шельди, поєднуючи в такий спосіб французьку оборону на півдні з бельгійськими силами, що захищатимуть Гент та Антверпен, що здавалося найрозумнішою оборонною стратегією. Слабкістю плану було те, що в разі його імплементації союзники мали залишити більшу частину східної Бельгії німцям. Попри ризик введення сил у центральну Бельгію та просування військ до ліній Шельди або річки Дейле, які були б вразливими для обходу з флангу, французький командувач Моріс Гамелен схвалив план, і він залишався стратегією союзників на початку війни.
Після офіційного виходу Бельгії із Західного альянсу, бельгійці відмовилися брати участь у будь-яких офіційних штабних зустрічах з французьким чи британським військовими штабами, побоюючись поставити під загрозу свій нейтралітет. Бельгійці не вважали німецьке вторгнення неминучим і були рішуче налаштовані на те, що якщо вторгнення відбудеться, йому буде ефективно протистояти за допомогою нових укріплень, таких як Ебен-Емаль. Бельгійська сторона вжила заходів для реконструкції своїх оборонних споруд вздовж кордону з Німеччиною після приходу до влади Адольфа Гітлера в січні 1933 року. Бельгійський уряд з дедалі більшою тривогою спостерігав за виходом Німеччини з Ліги Націй, її відмовою від Версальського договору та порушенням Локарнських договорів. Уряд модернізував укріплення в Намюрі та Льєжі та створив нові лінії оборони вздовж каналу Маастрихт-Гертогенбос, що з'єднував канали Маас, Шельда та Альберт.. Захист східного кордону, що базувався головним чином на руйнуванні низки доріг, був доручений новим формуванням. До 1935 року бельгійські оборонні споруди були завершені. Незважаючи на це, вважалося, що оборонні споруди вже не були достатніми. Для охорони тилових районів був потрібен значний мобільний резерв, і в результаті вважалося, що захист від раптового нападу німецьких військ був недостатнім. Також були потрібні значні резерви людських ресурсів, але громадськість відхилила законопроект, який вимагав би тривалішої військової служби, а навчання відхилили на тій підставі, що це збільшить військові зобов'язання Бельгії, можливо, у конфліктах далеко від дому.
24 квітня 1937 року французи та британці публічно заявили, що безпека Бельгії є першочерговим пріоритетом для західних союзників і що вони захищатимуть свої кордони від будь-якої агресії, як-то спрямованої виключно на Бельгію, або в разі спроби в агресивний спосіб отримати її бази для ведення війни проти «інших держав». Британці та французи звільнили Бельгію від її зобов'язань за Локарнською угодою щодо надання взаємної допомоги у разі німецької агресії проти Польщі, тоді як британці та французи зберегли свої військові зобов'язання перед Бельгією.
У військовому плані бельгійці вважали Вермахт сильнішим за союзників, і що втручання союзників у конфлікт перетворить Бельгію на поле битви без належних союзників. Бельгійці та французи залишалися в розгубленості щодо того, чого від кого очікувати, якщо або коли почнуться бойові дії. Бельгійці були сповнені рішучості утримувати прикордонні укріплення вздовж каналу Альберта та річки Маас, не відступаючи, доки французька армія не прибуде їм на допомогу. Гамелен не хотів просувати свій план «Діль» так далеко. Він був стурбований тим, що бельгійці будуть вибиті зі своїх оборонних позицій і відступлять до Антверпена, як у 1914 році. Фактично, бельгійські дивізії, що захищали кордон, мали відступити на південь, щоб з'єднатися з французькими військами.
10 січня 1940 року, в епізоді, відомому як Мехеленський інцидент, майор німецької армії Гельмут Райнбергер здійснив аварійну посадку на Messerschmitt Bf 108 поблизу Мехелен-ан-де-Маас. Райнбергер мав при собі таємні перші плани німецького вторгнення в Західну Європу, які, як і очікував Гамелен, передбачали повторення плану Шліффена 1914 року та німецький наступ через Бельгію (яку Вермахт розширив, включивши Нідерланди) та у Францію.
Бельгійці підозрювали, що це можуть бути хитрощі з боку нацистів, але плани сприйняли серйозно. Бельгійська розвідка та військовий аташе в Кельні правильно припустили, що німці не розпочинатимуть вторгнення з цього плану. Вони передбачали, що німці спробують атакувати через Бельгійські Арденни та просунуться до Кале, щоб оточити союзні армії в Бельгії. Бельгійці правильно передбачили, що німці спробують стратегію «кессельшлахт» (буквально «битва в котлі», що означає оточення), щоб знищити своїх ворогів. Бельгійці передбачили саме такий німецький план, запропонований Еріхом фон Манштейном.
Бельгійське верховне командування попередило французів та британців про свої занепокоєння. Вони побоювалися, що план «Діль» поставить під загрозу не лише бельгійські стратегічні позиції, а й усе ліве крило союзного фронту. Король Леопольд та генерал Рауль ван Оверстратен, ад'ютант короля, попередили Гамелена та командування французької армії про свої занепокоєння 8 березня та 14 квітня. Їх проігнорували.

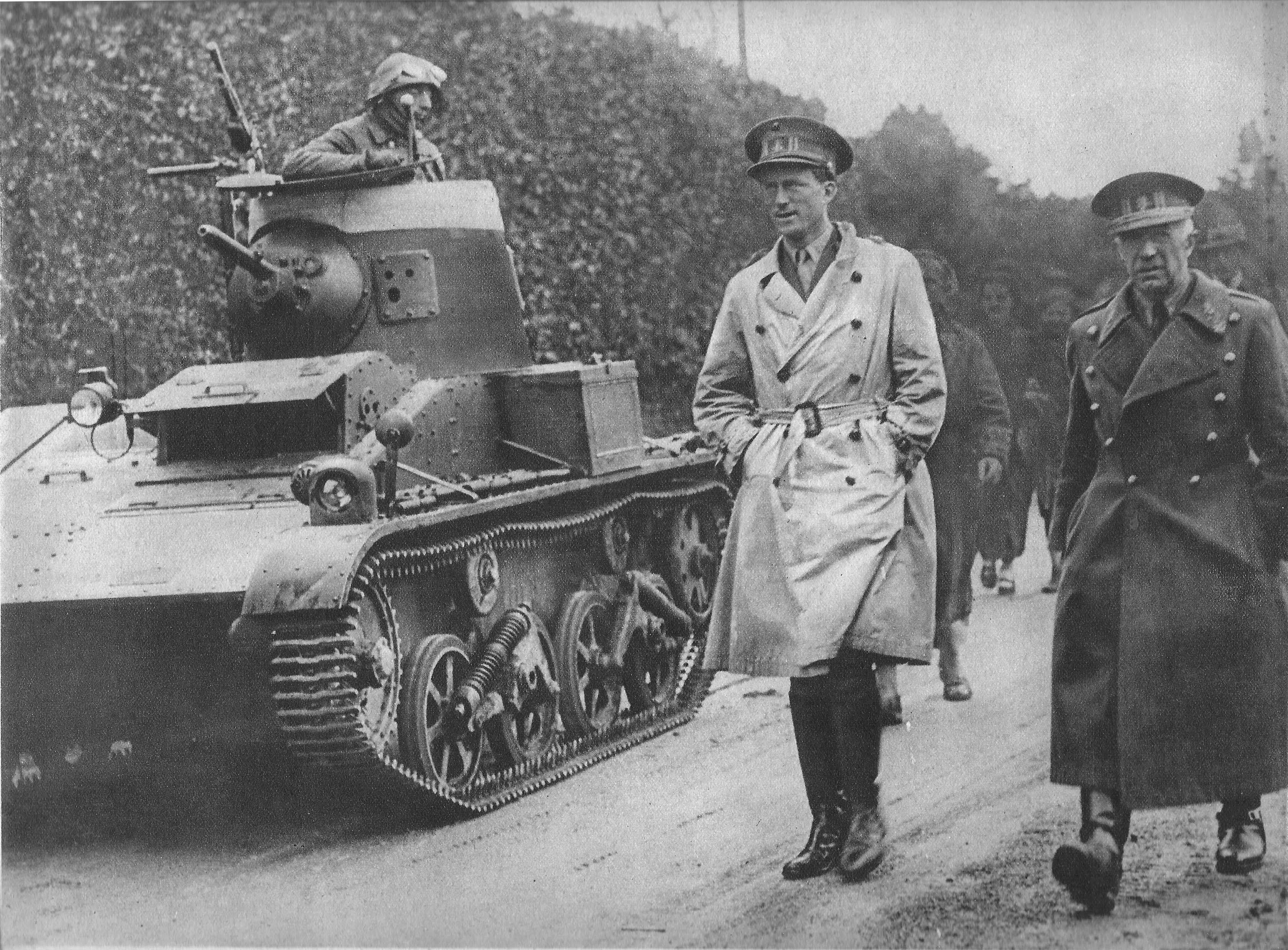
Леопольд III під час відвідування своїх військ. Травень 1940

Плани оборони союзників по рубежах. 1940

#### Бельгійський план оборони

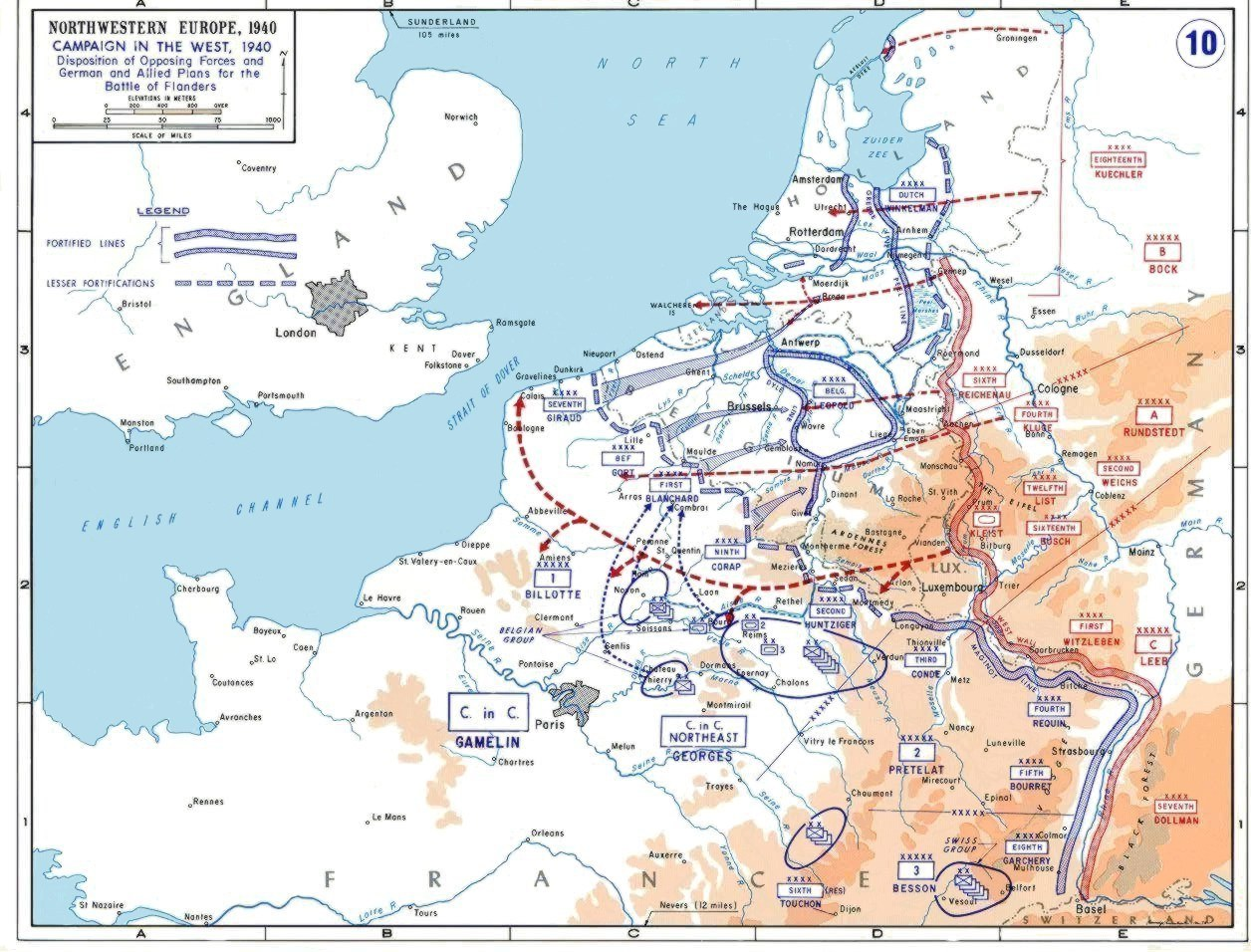
Німецький план вторгнення та плани оборони союзників

Бельгійський план оборони на випадок німецької агресії передбачав:
(a) Утримувати оборонні позиції вздовж каналу Альберта від Антверпена до Льєжа та від Маасу до Льєжа і Намюра достатньо довго, щоб дозволити французьким і британським військам зайняти лінію Антверпен–Намюр–Живе. Передбачалося, що сили держав-гарантів вступлять у битву на третій день вторгнення.
(b) Відхід на позицію Антверпен-Намюр.
(c) Бельгійська армія повинна була утримувати сектор, за винятком Льовена, але включаючи Антверпен, як частину головної оборонної позиції союзників.
За угодою з британською та французькою арміями, французька 7-ма армія під командуванням Анрі Жиро повинна була увійти на територію Бельгію повз лиман Шельди в Зеландії, і якщо це можливо, просунутися до Бреди в Нідерландах. Тоді французи будуть спроможні захистити лівий фланг бельгійської армії, що захищає Антверпен, і створити загрозу північному флангу німецьких сил вторгнення. Британські експедиційні сили британської армії під командуванням генерала Джона Верекера, лорда Горта, мали зайняти центральну позицію в брюссельсько-гентському проміжку, підтримуючи бельгійську армію й утримуючи основні оборонні позиції приблизно за 20 кілометрів східніше Брюсселя. Основна оборонна позиція, яка опоясували Антверпен, захищалася бельгійцями, розташованими лише за 10 кілометрів від міста.
Далі на схід позиції для стримування просування противника облаштовувалися уздовж каналу Альберта, який з'єднувався з обороною по Маасу на захід від Маастрихта. Рубіж оборони відхилявся на південь і простягався далі до Льєжа. Розрив Маастрихт–Льєж був сильно захищений. Форт Ебен-Емаель охороняв північний фланг міста, танконебезпечний напрям, що лежав у стратегічній глибині бельгійських військ, що займали місто, і вісь просування на захід країни. Далі лінія оборони йшла на південний захід, по осі Льєж — Намюр. Бельгійська армія також отримувала додаткову підтримку з боку французької 1-ї армії, яка мала просуватися до Жамбла і Анню на південний фланг Британського експедиційного корпусу і зайняти сектор Самбри. Сектор охоплював ділянку бельгійської оборони між основною оборонною позицією Бельгії (лінія Дейле) на півночі та Намюром на півдні. Південніше 9-та французька армія займала позиції по рубежу річки Маас від Живе до Динана. Своєю чергою 2-га французька армія прикривала останні 100 км фронту, що включали Седан, низов'я Мааса і північний край лінії Мажино на бельгійсько-люксембурзькому кордоні.

#### Німецькі плани вторгнення
Німецький план вторгнення передбачав, щоб група армій «B» наступатиме на півночі Бельгії й за таким задумом має витягнути на себе Першу групу армій союзників у центральну Бельгію, тоді як група армій «A» здійснювала раптовий прорив південніше через Арденни. Бельгія вважалася за замислом другорядним фронтом. Тому, група армій «В» мала лише обмежену кількість бронетанкових і мобільних підрозділів, і переважну більшість групи армій складали піхотні дивізії. Після виходу до Ла-Маншу всі танкові дивізії та більшість моторизованої піхоти були вилучені з її складу і передані групі армій «A», щоб зміцнити це німецьке ударне угруповання та запобігти прориву союзників.

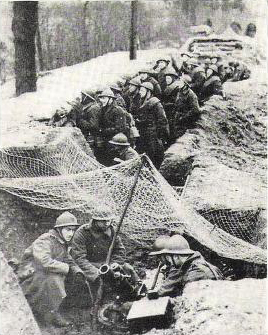
Бельгійські війська на оборонних позиціях. Травень 1940

Цей план все одно провалився б, якби вермахту не вдалося швидко захопити визначені рубежі в Бельгії, щоб розсікти війська союзників на дві частини. Серйозну загрозу німецькому плану наступу становили бельгійські фортифікаційні споруди у форті Ебен-Емаель і по каналу Альберта. Три мости через канал були запорукою руху групи армій «B» на високій швидкості. Цілями були мости у Велдвезельті, Вроенховені та Канні в Бельгії та Маастрихті на голландському кордоні. Якщо не вдасться захопити мости, німецька 6-та армія Вальтера фон Райхенау, найпівденніша армія групи «B», опиниться в пастці в анклаві Маастрихт-Альберт-канал і підпадала під вогонь форту Ебен-Емаель. Форт мав бути захоплений або знищений.
Адольф Гітлер викликав командира 7-ї повітряної дивізії генерал-лейтенанта Курта Штудента, щоб обговорити штурм. Вперше було запропоновано здійснити висадку парашутного десанту для захоплення та знищення гармат фортів до підходу наземних частин. Таку пропозицію було відхилено, оскільки транспортні літаки Junkers Ju 52 були надто повільними та ймовірно були вразливими для голландських та бельгійських зенітних гармат. Іншими факторами відмови були непередбачувані погодні умови, що могли призвести до відхилення десантників від форту під час приземлення та занадто розосередити їх. Семисекундне падіння з Ju 52 на мінімальній висоті десантування призвело до розсіювання понад 300 метрів.
Гітлер помітив один потенційний недолік у системі оборони бельгійського форту. Дахи споруд були плоскі й незахищені; він зажадав знати, чи може планер, такий як DFS 230, приземлитися на них. Штудент відповів, що це можна зробити, але тільки на 12 літаках і вдень; це дозволяло здійснити висадку порядку 80–90 десантників на ціль. Тут Гітлер розповів командиру дивізії про існування нового виду зброї, яка розроблялася в глибокій таємниці — кумулятивних зарядів (нім. Hohlladungwaffe), яка мала б знищити бельгійські гарматні точки.

### Склад сторін у кампанії

#### Бельгійські сили
Бельгійська армія могла відмобілізувати 22 дивізії, які мали на озброєнні 1338 артилерійських гармат і лише 10 танків AMC 35. Проте бельгійці мали 200 винищувачів танків T-13, озброєнні чудовими 47-мм протитанковими гарматами та спареними кулеметами FN30 у баштах. Бельгійці також мали 42 Т-15. Офіційно вони називалися бронеавтомобілями, але насправді були танкетками з 13,2-мм турельними кулеметами. Стандартною бельгійською протитанковою гарматою була 47-мм FRC, яку буксирували або вантажівка, або повністю гусеничний броньований тягач B-класу. В одному звіті доводиться, що снаряд з 47-мм гармати пройшов прямо крізь Sd kfz 231 і пробив броню Panzer IV позаду нього. Ці бельгійські гармати були кращі, ніж 25-мм і 37-мм гармати, які перебували на озброєнні у Франції та Німеччини відповідно.
25 серпня 1939 року бельгійський Генеральний штаб розпочав мобілізацію і до травня 1940 року було сформовано польову армію з 18 піхотних дивізій, двох дивізій частково моторизованих Арденнських егерів і двох моторизованих кавалерійських дивізій, загальною чисельністю близько 600 000 осіб. Бельгійські резерви ймовірно були спроможні поставити під рушницю ще 900 000 осіб. Разом з цим, армії бракувало бронетехніки та зенітних гармат.
Після завершення мобілізації бельгійська армія налічувала 5 армійських корпусів та 2 резервні армійські корпуси, до яких входили 12 піхотних дивізій, 6 резервних піхотних дивізій, 2 дивізії Арденнських єгерів та 1 бригада велосипедистів-прикордонників. Крім того, був кавалерійський корпус, що складався з двох дивізій, і одна бригада моторизованої кавалерії. Армія також включала 2 полки зенітної артилерії, 4 артилерійські полки, гарнізони фортець, підрозділи зв'язку та саперів.
Бельгійський військово-морський корпус був відроджений у 1939 році. Більшість бельгійського торгового флоту, близько 100 кораблів, уникла захоплення німцями. За угодою між Бельгією та британським Королівським флотом, ці судна та їхні 3350 членів екіпажу переходили під британський контроль на час військових дій. Головний штаб Бельгійського адміралтейства знаходився в Остенде під командуванням майора Генрі Декарпентері. 1-шп морська дивізія базувалася в Остенде, тоді як 2-га і 3-тя дивізії базувалися в Зебрюгге та Антверпені відповідно.
Повітряні сили Бельгії перебували на стадії глибокої трансформації й ледве почали модернізувати свої авіаційні спроможності. Бельгійці замовили винищувачі Brewster F2A Buffalo, Fiat CR.42 і Hawker Hurricane, навчально-тренажні літаки Koolhoven F.K.56, легкі бомбардувальники Fairey Battle і Caproni Ca.312 і винищувачі-розвідники Caproni Ca.335, але були поставлені лише Fiat, Hurricane і Battle. Дефіцит літаків сучасних типів означав, що одномісні версії легкого бомбардувальника Fairey Fox використовувалися як винищувачі. Сумарно бельгійська авіація нараховувала в строю 250 бойових літаків. Щонайменше 90 були винищувачами, 12 — бомбардувальниками і 12 — літаками-розвідниками. Лише 50 були відносно сучасного стандарту. З урахуванням літаків зв'язку та транспортних всіх родів загальна чисельність авіації становила 377 одиниць; однак лише 118 з них були придатні до експлуатації 10 травня 1940 року. З цієї кількості приблизно 78 були винищувачами та 40 бомбардувальниками.
Повітряними силами Бельгії командував Поль Ієрно, який отримав ліцензію пілота перед початком Першої світової війни та піднявся до посади командувача в 1938 році. Ієрно сформував 3 авіаполки: перший складався з 60, другий — із 53 і третій — із 79 літаків.

#### Французькі сили
Французька армія надавала значну підтримку бельгійцям в їхніх планах оборони держави. До складу 1-ї французької армії входив кавалерійський корпус генерала Рене Пріу. Корпусу було надано 2-гу легку механізовану дивізію (фр. 2e Division Légère Mécanique, або 2e DLM) та 3-тю легку механізовану дивізію (3e DLM), які були призначені для оборони проміжку Жамблу. Бронетанкові сили нараховували 176 важких танків SOMUA S35 та 239 легких танків Hotchkiss H35. Обидва ці типи за бронею та вогневою міццю перевершували більшість німецьких танків.
Французька 7-ма армія, призначена для захисту найпівнічнішої частини фронту союзників, мала у своєму складі 1-шу легку механізовану дивізію (1re DLM), 25-ту моторизовану піхотну дивізію (фр. 25e Division d'Infanterie Motorisée, або 25e DIM) та 9-ту моторизовану піхотну дивізію (9e DIM). Ці сили мали просуватися до Бреди в Нідерландах.

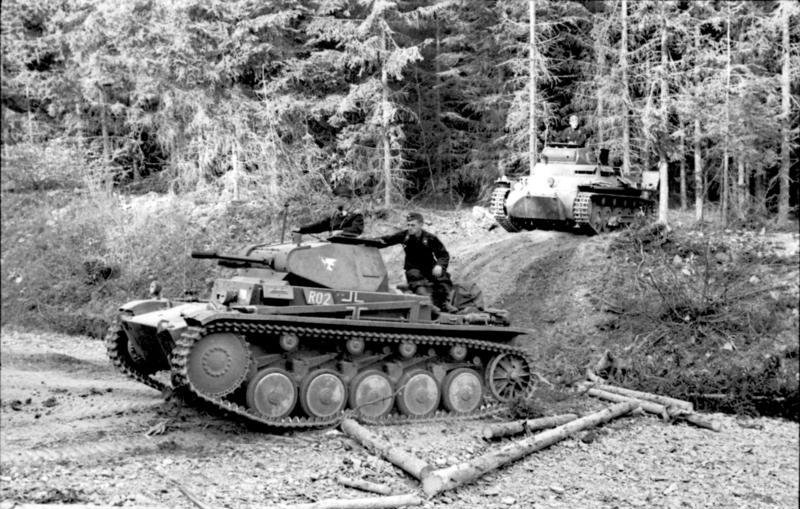
Німецькі танки Panzer I та Panzer II просуваються лісистою місцевістю. Травень 1940

Третьою французькою армією, яка брала участь у бойових діях на бельгійській землі, була 9-та. Вона була слабшою за 7-му та 1-шу армії. У своєму складі 9-та французька армія мала лишень піхотні дивізії, за винятком 5-ї моторизованої піхотної дивізії (5e DIM). Її завданням був захист південного флангу союзних армій, на південь від річки Самбр і трохи північніше Седану. Південніше, у Франції, розташовувалася французька 2-га армія, яка захищала франко-бельгійський кордон між Седаном і Монмеді. Таким чином, дві найслабші французькі армії знаходилися на напряму головного німецького удару.

#### Британські сили
Своєю чергою британці виділили для захисту Бельгії набагато слабкіший контингент. Британські експедиційні сили (BEF) генерала Горта складалися лише зі 152 000 осіб у двох корпусах по дві дивізії в кожному. Британці сподівалися виставити дві армії по два корпуси в кожному, але така масштабна мобілізація так і не була проведена. I корпус очолював генерал-лейтенант Джон Ділл, пізніше генерал-лейтенант Майкл Баркер, якого, у свою чергу, замінив генерал-майор Гарольд Александер. II корпусом командував генерал-лейтенант Алан Брук. Пізніше до британського контингенту додали III корпус генерал-лейтенанта Рональда Адама. Ще 9392 військовослужбовці Королівських ПС Передових повітряних ударних сил під командуванням віце-маршала авіації Патріка Плейфера мали підтримувати операції в Бельгії. До травня 1940 року чисельність BEF зросла до 394 165 осіб, з яких понад 150 000 були частиною організацій логістики та володіли слабкою військовою підготовкою. 10 травня 1940 року BEF складався лише з 10 дивізій (не всіх у повному складі), 1280 артилерійських систем та 310 танків.

#### Угруповання вермахту
Для вторгнення на територію Бельгії й Нідерландів Верховне командування вермахту сформувало дві групи армій. Групою армій «B» командував генерал-полковник Федор фон Бок, у підпорядкуванні якого було 26 піхотних та три танкові дивізії. З трьох танкових дивізій 3-тя генерал-майора Горста Штумпфа та 4-та генерал-майора Йоганна Йоахіма Штефера мали діяти в Бельгії у складі XVI корпусу 6-ї армії. 9-та танкова дивізія генерал-майора Альфреда фон Губіцкі підпорядковувалася командувачу 18-ї армії, яка після битви в Нідерландах мала підтримувати наступ на Бельгію разом з 18-ю армією та прикривати її північний фланг.
Бронетанкові сили групи армій «B» налічували 808 танків, з яких 282 були Panzer I, 288 — Panzer II, 123 — Panzer III та 66 — Panzer IV; також у бойовому складі перебувало 49 командних танків. Танкові полки 3-ї танкової дивізії мали 117 Panzer I, 128 Panzer II, 42 Panzer III, 26 Panzer IV та 27 командних танків. 4-та танкова дивізія мала 136 Panzer I, 105 Panzer II, 40 Panzer III, 24 Panzer IV та 10 командних танків. 9-та танкова дивізія, спочатку запланована для операцій у Нідерландах, була найслабшою дивізією, маючи у строю лише 30 Panzer I, 54 Panzer II, 66 Panzer III та 49 Panzer IV.
Спеціальний загін, сформований у листопаді 1939 року з 7-ї повітряної та 22-ї планерної дивізій для штурмі форту Ебен-Емаель, отримав назву Штурмовий загін Коха (нім. Sturmabteilung Koch); названо на честь командира групи, гауптмана Вальтера Коха. Вони складалися переважно з парашутистів 1-го парашутного полку та інженерів 7-ї повітряної дивізії, а також невеликої групи пілотів Люфтваффе.
Люфтваффе виділило 1815 бойових, 487 транспортних літаків та 50 планерів для вторгнення в Нижні країни.
Для ведення повітряної війни та завоювання панування в бельгійському повітряному просторі виділявся IV. повітряний корпус під керівництвом генерала авіації Альфреда Келлера. Корпус складався з Lehrgeschwader 1 (штаб, I., II., III., IV. авіаційні групи), Kampfgeschwader 30 (штаб, I., II., III. авіаційні групи) і Kampfgeschwader 27 (III. авіаційна група). На початок операції 10 травня у Келлера було 363 літаки (224 боєготові). IV. повітряний корпус посилювався силами VIII. повітряного корпусу генерал-майора Вольфрама фон Ріхтгофена з 550 (420 справними) літаками. Також, на цьому стратегічному напряму діяло Jagdfliegerführer 2 оберста Курта-Бертрама фон Дерінга з 462 винищувачами (313 справними).
Штаб-квартира IV. корпусу розміщувалася в Дюссельдорфі, LG 1, KG 30 — в Ольденбурзі та III. KG 30 базувалися у Марксі.

### Кампанія

#### Початок
Увечері 9 травня бельгійський військовий аташе в Берліні повідомив, що німці мають намір атакувати його країну наступного дня. На кордоні було виявлено концентрацію та маневри німецьких військ. О 00:10 10 травня 1940 року в бельгійському генеральному штабі у Брюсселі оголосив тривогу. Повна бойова готовність військам Королівства була оголошена о 01:30. Бельгійські війська розпочали розгортання на визначені рубежі та позиції. Король Леопольд виїхав у штаб-квартиру неподалік від Антверпени, в Бреендонк. Армії союзників вранці 10 травня ввели в дію свій план «Діль» та почали рух формувань до бельгійського кордону.

Карта перебігу Бельгійської кампанії з 10 до 16 травня 1940

Першими розпочали воєнні дії підрозділи Люфтваффе. Їхнім першим завданням було знищити бельгійський повітряний контингент. Попри переважаючу чисельну перевагу — 1375 літаків, 957 з яких були справними — повітряна кампанія в Бельгії мала загалом обмежений успіх у перший день. Приблизно о 04:00 були здійснені перші авіанальоти на аеродроми, пункти управління та вузли зв'язку. Це все ще мало величезний вплив на бельгійську авіацію, яка станом на 10 травня мала в строю лише 179 літаків.
Значна частина досягнутого успіху належала підлеглим Ріхтгофена, зокрема Kampfgeschwader 77 та його командиру оберсту Йоганну-Фолькмару Фіссеру. KG 77 Фіссера за сприяння KG 54 знищила головні бази AéMI. Винищувачі JG 27 знищили дві бельгійські ескадрильї в Неерхеспені, а протягом дня I./StG 2 знищила дев'ять із 15 винищувачів Fiat CR.42 у Брустемі. На аеродромі Шаффен-Діст було знищено три літаки «Харрікейн» ескадрильї 2/I/2, а ще шість пошкоджено, коли хвиля He 111 застала їх перед зльотом. Ще два були втрачені у зруйнованих ангарах. На аеродромі Нівель було знищено 13 CR42. Бомбардувальники KG 27 знищили вісім літаків у Белзелі.
У повітряних боях німці втратили два He 111, два Do 17 та три Messerschmitt Bf 109, які збили «Гладіатори» та «Харрікейни». У свою чергу, вісім бельгійських «Гладіаторів», п'ять Fairey Fox та один CR42 були збиті німецькими винищувачами ескадр JG 1, 21 та 27. 18-та ескадрилья британських Королівських ПС відправила два Bristol Blenheim для операцій над бельгійським фронтом, але втратила обидва від дії Bf 109. До кінця 10 травня офіційні німецькі дані вказують на 30 знищених бельгійських літаків на землі та 14 (плюс два бомбардувальники Королівських ПС) у повітрі, втративши 10 своїх. Заяви про перемогу, ймовірно, занижені. Загалом було знищено 83 бельгійські машини. Бельгійська авіація здійснила лише 146 бойових вильотів за перші шість днів боїв. Між 16 травня та 28 травня AéMI провела лише 77 операцій. Більшу частину часу вона відступала та виводила паливо під ударами Люфтваффе.

#### Прикордонні бої
Планувальники німецького Генерального штабу усвідомили необхідність знищення форту Ебен-Емаль, якщо їхня армія мала намір прорватися у глиб Бельгії. Для вирішення цієї проблеми було ухвалено рішення висадити планерами всередині периметра фортеці сили німецького повітряного десанту. Використовуючи спеціальні вибухівки та вогнемети для знешкодження оборони, німецькі парашутисти увірвалися до фортеці. У подальшому бою німецька піхота подолала захисників 7-ї піхотної дивізії 1-го Бельгійського корпусу за 24 години. Головна бельгійська лінія оборони була прорвана, і німецька піхота 18-ї армії швидко пройшла через неї. Більше того, німецькі солдати захопили плацдарми через Альберт-канал, перш ніж британці змогли дістатися до нього приблизно за 48 годин. Арденнські єгері далі на південь, за наказом свого командира, відступили за Маас, зруйнувавши на своєму шляху кілька мостів. Німецьким повітрянодесантним військам допомагали Junkers Ju 87 Stukas з III./Sturzkampfgeschwader 2 (StG 2) та I./Sturzkampfgeschwader 77 (StG 77), які допомогли придушити оборону. Henschel Hs 123 з II.(S)./Lehrgeschwader 2 (LG 2) допомогли захопити мости у Вренховені та Вельдвезельті в безпосередній близькості від кордону.
Подальші успішні німецькі повітрянодесантні операції були проведені в Люксембурзі, де десантники захопили п'ять переправ на шляхах сполучення до центральної Бельгії. Рейд, проведений 125 добровольцями 34-ї піхотної дивізії під командуванням Веннера Геддеріха, що перелетіли до своїх цілей на літаках Fieseler Fi 156 Storch, увінчався успіхом ціною втрата п'яти літаків та 30 загиблих.
Після прориву оборонного рубежу навколо форту бельгійські 4-та та 7-ма піхотні дивізії зіткнулися з перспективою боротьби з ворогом на відносно танконебезпечній місцевості. 7-ма дивізія з її 2-м та 18-м гренадерськими та 2-м карабінерним полками намагалася утримувати свої позиції та стримувати німецьку піхоту на західному берегу. Бельгійські частини провели кілька контратак. У якийсь момент, у Брідгені, їм вдалося відбити міст та підірвати його. На інших пунктах, у Вренховені та Вельдвезельті, німці встигли створити міцні передмостні плацдарми та відбити атаки.
Маловідома третя повітрянодесантна операція вермахту, операція «Ніві», що була проведена 10 травня на півдні Бельгії. Метою цієї операції була висадка двох рот 3-го батальйону піхотного полку «Гроссдойчланд» літаками Fi 156 у Ніві та Вітрі на півдні країни, щоб розчистити шлях для 1-ї та 2-ї танкових дивізій, які наступали через бельгійсько-люксембурзькі Арденни. Початковий план передбачав використання транспортних літаків Junkers Ju 52, але через коротку посадкову здатність Fi 156 (27 метрів) у штурмі було задіяно 200 таких літаків. Оперативне завдання полягало в наступному:
1. Перекрити сигнальний зв'язок та лінії зв'язку на дорогах Нефшато–Бастонь та Нефшато–Мартеланж[Прим. 7]
2. Запобігти підходу резервів з району Нефшато.
3. Сприяти захопленню дотів та просуванню, чинячи тиск на лінію дотів вздовж кордону з тилу[54].

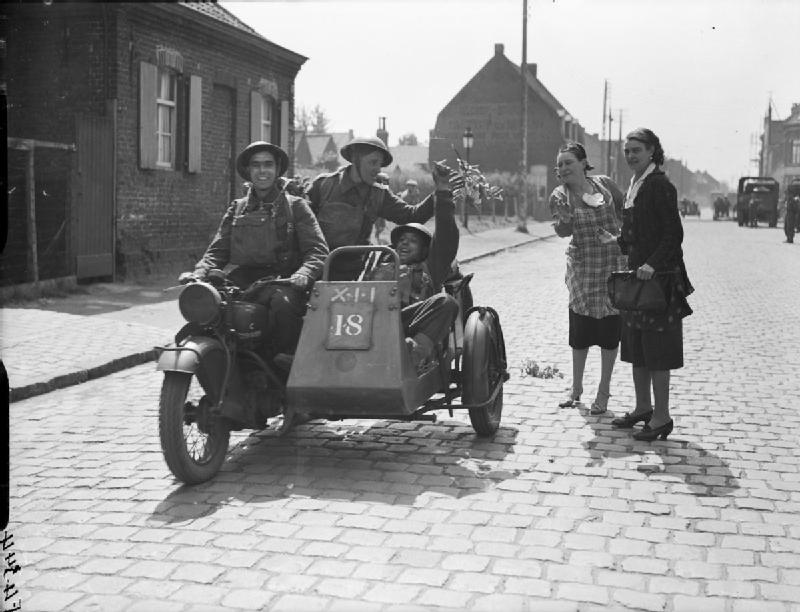
Британські війська на мотоциклах Norton Big 4 вступають на територію Бельгії. Травень 1940

Німецька піхота була атакована кількома бельгійськими патрулями на бронеавтомобілях Т-15. Кілька бельгійських контратак було відбито, серед них атака 1-ї легкої єгерської Арденнської дивізії. Пізніше ввечері, на отримавши підтримки, німці зіткнулися з контратакою підрозділів 5-ї французької кавалерійської дивізії за наказом генерала Шарля Хунцігера 2-ї французької армії, яка мала значну кількість танків. Німці були змушені відступити. Однак французи не стали переслідувати німецькі частини, що тікали. До наступного ранку 2-га танкова дивізія досягла цього району, і місія була здебільшого виконана. З точки зору німців, операція радше перешкодила, ніж допомогла танковому корпусу Гайнца Гудеріана. Полк блокував дороги та, всупереч усім очікуванням, не дозволив французьким підкріпленням дістатися бельгійсько-франко-люксембурзького кордону, але також зруйнував бельгійський телефонний зв'язок. Це ненавмисно завадило бельгійському польовому командуванню відкликати частини вздовж кордону. 1-й бельгійський легкий піхотний полк не отримав сигналу до відступу та вступив у запеклий перестрілку з німецькою бронетехнікою, уповільнивши їхнє просування.
Невдача франко-бельгійських військ утримати Арденнський проміжок стала фатальною. Бельгійці відступили вбік під час початкового вторгнення та зруйнували й заблокували шляхи просування, що затримало частини 2-ї французької армії, що рухалися на північ у напрямку Намюра та Юї. Не зустрічаючи жодного опору, німецькі штурмові сапери безперешкодно розчистили перешкоди. Затримка, яку бельгійська Арденнська легка піхота, яка вважалася елітним формуванням, могла б завдати наступаючій німецькій бронетехнікі, була доведена боєм за Боданж, де 1-ша танкова дивізія була затримана на вісім годин. Цей бій був результатом порушення зв'язку та суперечив оперативним намірам бельгійської армії.

Карта перебігу Бельгійської кампанії з 16 до 21 травня 1940

Тим часом у центральному бельгійському секторі, не зумівши відновити фронт шляхом проведення наземних атак, бельгійці спробували бомбардувати мости та позиції, які німці 11 травня захопили неушкодженими та продовжували утримувати. Бельгійські авіаційні ескадрильї Fairey Battle 5/III/3 під ескортом шести Gloster Gladiator атакували мости через канал Альберта. Bf 109 з I./Jagdgeschwader 1 (JG 1) та I./JG 27 їх перехопили, а JG 1 збила чотири «Гладіатори», обидві частини знищили шість «Бетлз» та сильно пошкодили решту. Вісім CR.42 було евакуйовано з Брюстема до Грімбергена поблизу Брюсселя, але сім «Гладіаторів» та останні «Харрікейни» 2/I/2 ескадрильї були знищені на авіабазі Бовешен та в Ле-Кюло ударами He 111 та I./JG 27 відповідно. Британські Королівські ПС зробили свій внесок у атаку на мости. Британці відправили «Брістоль Бленгейми» 110-ї та 21-ї ескадрилей — перша ескадрилья втратила два, один з яких був знищений I./JG 27. 21-ша ескадрилья зазнала пошкоджень більшості бомбардувальників через інтенсивний зенітний вогонь. Французька повітряна армія відправила LeO 451 підрозділів GBI/12 та GBII/12 у супроводі 18 Morane-Saulnier M.S.406 GCIII/3 та GCII/6. Операція провалилася, один бомбардувальник був втрачений, а чотири M.S.406 зіткнулися з винищувачами I./JG 1. Французи втратили п'ять своїх літаків. Тим часом 114-та ескадрилья втратила шість «Бленгеймів», коли Dornier Do 17 з Kampfgeschwader 2 бомбардували їхній аеродром у Вро. Ще один «Бетлз» 150-ї ескадрильї Королівських ПС був втрачений під час чергового нальоту.
Протидію союзній авіації очолювала 26-та винищувальна ескадра (JG 26) під командуванням Ганса-Гуго Вітта, яка заявила про 82 німецькі повітряні перемоги в повітрі в період з 11 по 13 травня. Попри очевидний успіх німецьких винищувальних підрозділів, протистояння в повітрі не носило односторонній характер. Вранці 11 травня десять Ju 87 з StG 2 були збиті при спробі атакувати бельгійські війська у проміжку між Намюр і Дінан, незважаючи на присутність двох винищувальних ескадр — 27-ї та 51-ї. Тим не менш, до 13 травня німці повідомили про ослаблення опору союзників у повітрі на півночі Бельгії.
Вночі 11 травня 3-тя британська піхотна дивізія майор-генерала Бернарда Монтгомері досягла своєї позиції на річці Диль біля Левена. Коли це сталося, 10-та бельгійська піхотна дивізія, яка займала позицію, прийняла їх за німецьких парашутистів і відкрила по них вогонь. Бельгійці відмовилися відступити, але Монтгомері стверджував, що домігся свого, підпорядкувавшись угрупованню бельгійських військ, знаючи, що коли німці опиняться в зоні досяжності артилерії, бельгійці відступлять.
Алан Брук, командир II британського корпусу, намагався вирішити питання організації взаємодії з королем Леопольдом. Король обговорив це питання з Бруком, який вважав, що можна досягти компромісу. Ван Оверштатен, військовий помічник короля, втрутився та заявив, що 10-ту бельгійську піхотну дивізію не можна переміщувати. Натомість британці повинні рухатися далі на південь і повністю триматися подалі від Брюсселя. Брук сказав королю, що 10-та бельгійська дивізія знаходиться не на тій стороні лінії Гамелена і є незахищеною. Леопольд погодився зі своїм радником і начальником штабу. Брук вважав, що Оверштатен не знав про ситуацію та розташування британських експедиційних сил. Враховуючи, що лівий фланг BEF спирався на бельгійського союзника, британці тепер не були впевнені у військових можливостях Бельгії. Союзники мали серйозніші підстави для скарг на бельгійську протитанкову оборону вздовж лінії Диль, яка прикривала проміжок Намюр-Первез, не захищений жодними природними перешкодами. Лише за кілька днів до нападу Генеральний штаб виявив, що бельгійці розмістили свої протитанкові оборонні споруди за кілька миль на схід від Диля між Намюром і Первезом.
Після майже 36 годин утримання західного берега Альберт-каналу, 4-та та 7-ма бельгійські піхотні дивізії відступили. Захоплення Ебен-Емаеля дозволило танкам німецької 6-ї армії прорватися вглиб оборони противинка. Бельгійські дивізії мали або відступити, або бути оточеними. Німці просунулися за Тонгерен і тепер мали можливість просуватися на південь до Намюра, що загрожувало б оточенням усіх позицій Альберт-каналу та Льєжа. За цих обставин обидві дивізії відступили. Увечері 11 травня бельгійське командування відвело свої війська за лінію Намюр-Антверпен. Наступного дня 1-ша французька армія прибула до Жамблу, між Вавром та Намюром, щоб прикрити «проміжок Жамблу». Це була рівна місцевість, позбавлена підготовлених або укріплених позицій.
Французька 7-ма армія, розташована на північному фланзі бельгійської лінії, захищала напрямок Брюгге-Гент-Остенде та, прикриваючи порти Ла-Маншу, швидко просунулася до Бельгії та Нідерландів. 11 травня вона досягла Бреди в Нідерландах. Але німецькі парашутні війська захопили міст Мурдейк на річці Голландс-Діп, на південь від Роттердама, що унеможливило для французів з'єднання з голландською армією. Голландська армія відступила на північ до Роттердама та Амстердама.
Французька 7-ма армія повернула на схід і зустрілася з 9-ю танковою дивізією приблизно за 20 кілометрів східніше Бреди біля Тілбурга. В результаті битви французи відступили до Антверпена під загрозою повітряних атак Люфтваффе. Пізніше це допомогло в обороні міста. Люфтваффе надали пріоритет атакам на передовий фронт французької 7-ї армії в Нідерландах, оскільки він загрожував плацдарму в Мурдейку. Бомбардувальні ескадри KG 40 та KG 54, підтримувані Ju 87 з VIII. повітряного корпусу, допомогли відкинути їх. Побоювання щодо підкріплень союзників, що досягають Антверпена, змусили Люфтваффе прикривати естуарій Шельди. KG 30 бомбардувала та потопила два голландські канонерські човни та три есмінці, а також сильно пошкодила два есмінці Королівського флоту. Але загалом бомбардування мали обмежений ефект.

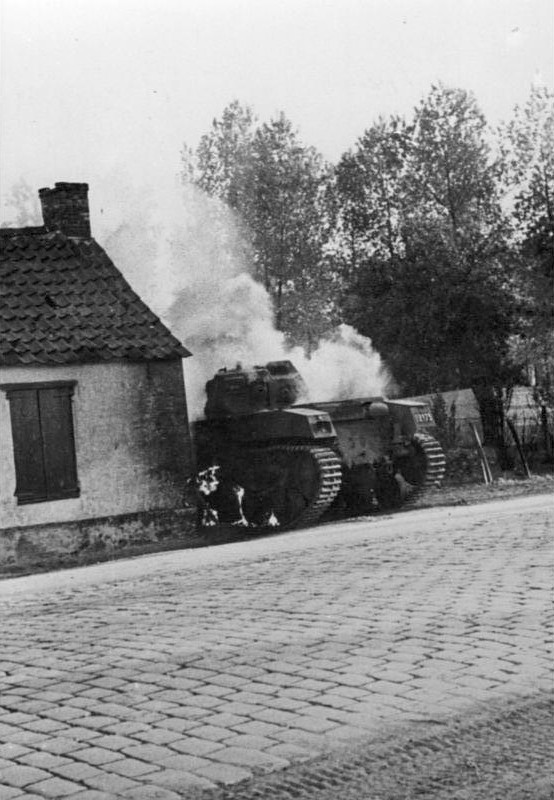
Підбитий бельгійський ACG поблизу Антверпена. 19 травня 1940

#### Бої в центральній Бельгії
В ніч з 11 на 12 травня бельгійці були повністю зосереджені на відступі своїх військ до лінії «Діль», прикритої мережею підривних споруд та ар'єргардів, розташованих вздовж Тонгерена. Вранці 12 травня король Леопольд III, генерал ван Оверстратен, Едуар Даладьє, генерал Альфонс Джозеф Жорж (командувач 1-ї групи союзних армій, що складалася з Британського експедиційного корпусу, 1-ї, 2-ї, 7-ї та 9-ї французьких армій), генерал Гастон Бійотт (координатор союзних армій) та генерал Генрі Ройдс Пауналл, начальник штабу Горта, зустрілися на військовій конференції поблизу Монса. Було домовлено, що бельгійська армія буде утримувати лінію Антверпен-Левен, а її союзники взяли на себе відповідальність за оборону крайньої півночі та півдня країни.
III бельгійський корпус та його 1-ша єгерська арденнська, 2-га піхотна та 3-тя піхотні дивізії відступили від укріплень Льєжа, щоб уникнути оточення. Один полк, Льєжський фортечний полк, залишився, щоб порушити німецькі комунікації. Далі на південь, Намюрська фортеця, в якій оборонялися 5-та піхотна дивізія VI корпусу та 2-й Арденнський єгерський полк у взаємодії з 12-ю французькою піхотною дивізією, брали участь у стримуванні сил противника та брала участь у багатьох підривних заходах, одночасно охороняючи позиції. Бельгійці виконали єдине незалежне завдання, поставлене перед ними: утримувати лінію каналу Льєж-Альбер достатньо довго, щоб союзні частини змогли дістатися до дружніх військ, які займали лінію Намюр-Антверпен-Живе. До кінця кампанії бельгійці мали виконувати свою частину операції відповідно до загального плану союзників.
Бельгійські солдати вели ар'єргардні бої, в той час як інші бельгійські частини, що вже перебували на лінії «Діль», невпинно працювали над облаштуванням кращих оборонних позицій у проміжку між Левеном та Антверпеном. На підтримку бельгійських військ у цьому районі, Королівські ПС та французька авіація забезпечували протиповітряну оборону в районі Тірлемона та Лувена. Люфтваффе застосовувало сили винищувальних ескадр JG 1, 2, 26, 27 та 3. Також брали участь Messerschmitt Bf 110 Zerstörergeschwader 26 (ZG 26) та бомбардувальні підрозділи LG 1, 2 та KG 27. В боях над Бельгією та Францією цей день був катастрофічним для британців: було збито 27 «Харрікейнів».
Нездатність Бельгії утримати свої східні кордони (вважалося, що вони зможуть протриматися два тижні) стала для союзників розчаруванням. Начальники штабів союзників намагалися уникнути маневреного бою, не спираючись на будь-які сильні стаціонарні оборонні споруди, на які можна було б відступити, і сподівалися, що бельгійський опір триватиме достатньо довго, щоб створити міцну лінію оборони. Тим не менш, 11 травня на фронті біля Діля настало коротке затишшя, що дозволило союзним арміям зайняти позиції до початку першого великого штурму наступного дня. Кіннота союзників зайняла позиції, а піхота та артилерія повільніше, залізницею, висувалася до фронту. Хоча й не підозрюючи про це, 1-ша група союзних армій та Бельгійська армія перевершували за чисельністю та вогнепальною потугою німецьку 6-ту армію Вальтера фон Райхенау.
Вранці 12 травня, у відповідь на тиск Бельгії та необхідність, британська та французька авіація завдала кілька повітряних ударів по мостах у Маастрихті і Маасі, що утримувалися німцями, щоб запобігти вторгненню німецьких військ до центральної Бельгії. Але, результати бомбардувань було важко визначити. У військовому щоденнику німецького XIX корпусу о 20:00 14 травня зазначалося:
Завершення будівництва військового мосту в Дончері ще не було завершено через сильний фланговий артилерійський вогонь та тривалі бомбардування пункту мосту… Протягом дня всі три дивізії змушені були зазнавати постійних повітряних атак, особливо на пунктах переправи та мосту. Наше винищувальне прикриття недостатнє. Запити [про посилення захисту винищувачами] досі безуспішні.
В операціях Люфтваффе зазначається «активна діяльність ворожих винищувачів, через яку, зокрема, серйозно ускладнюється наша ближня розвідка». Тим не менш, для прикриття бомбардувальників Королівських ПС від сильного німецького опору над цільовою зоною було надано недостатній захист. Загалом зі 109 «Боулз» та «Бленгейм», які атакували ворожі колони та комунікації в районі Седана, було втрачено 45. 15 травня денне бомбардування значно знизилося. З 23 задіяних літаків чотири не повернулися. Так само, через присутність винищувачів союзників, у військовому щоденнику німецького XIX корпусу зазначається: «Корпус більше не має у своєму розпорядженні власних засобів далекої розвідки… [Розвідувальні ескадрильї] більше не в змозі проводити енергійну, масштабну розвідку, оскільки через втрати більше половини їхніх літаків зараз недоступні».

Карта перебігу Бельгійської кампанії з 16 травня до 4 червня 1940

Найсерйознішим боєм, що розгорнувся 12 травня 1940 року, став початок битви при Анню. Поки німецька група армій «А» просувалася через Бельгійські Арденни, 6-та армія групи армій «B» розпочала наступальну операцію в напрямку проміжку Жамблу. Жамблу займав позицію на Бельгійській рівнині; це був неукріплений, необлаштований у фортифікаційному відношенні простір у головній бельгійській оборонній лінії. Проміжок простягався від південного кінця лінії «Дейле», від Вавра на півночі до Намюра на півдні, на 20–30 кілометрів. Після атаки з Маастрихтського виступу та розгрому бельгійської оборони під Льєжем, що змусило бельгійський I корпус відступити, XVI моторизований корпус німецької 6-ї армії під командуванням генерала Еріха Гепнера, в якому були 3-тя та 4-та танкові дивізії, розпочав наступ у районі, де французи помилково очікували головного німецького удару.
Проміжок у Жамблу обороняла 1-ша французька армія, що складалася з шести елітних дивізій, включаючи 2-гу та 3-тю легкі механізовані дивізії. Кавалерійський корпус під командуванням генерала Пріу мав просунутися на 30 кілометрів за лінію фронту (на схід), щоб забезпечити прикриття для наступу головних сил. 1-ша та 2-га французькі бронетанкові дивізії займали бойові порядки позаду 1-ї французької армії для глибокої оборони її основних рубежів. Кавалерійський корпус Пріу був рівноцінним німецькому танковому корпусу та мав зайняти відсічні рубежі на напрямку Тірлемон-Анню-Юї. Оперативний план передбачав, що корпус затримає просування німців на Жамблу та Анню, доки основні елементи 1-ї французької армії не досягнуть Жамблу та не окопаються.
12 травня XVI моторизований корпус Гепнера та кавалерія Пріу зіткнулися лоб у лоб поблизу Анню. Всупереч поширеній думці, німці не перевершували французів за чисельністю. Часто наводяться цифри в 623 німецьких та 415 французьких танків. Німецькі 3-тя та 4-та танкові дивізії налічували 280 та 343 танки відповідно. 2-га та 3-тя французькі механізовані дивізії налічували 176 танків SOMUA S35 та 239 танків Hotchkiss H35. До цієї сили додавалася значна кількість Renault AMR-ZT-63 Кавалерійського корпусу. R35 був рівним або перевершував Panzer I та Panzer II за озброєнням. Це тим більше стосується 90 бронеавтомобілів Panhard 178 французької армії. Його 25-мм гармата могла пробити броню Panzer IV. Щодо танків, здатних вступити в бій танк проти танка та вижити в ньому, німці мали лише 73 Panzer III та 52 Panzer IV. Німецькі танкові частини також мали 486 Panzer I та II, бойова цінність яких була сумнівною, враховуючи їхні втрати в Польській кампанії.
Німецькі війська мали можливість використовувати під час бою радіозв'язок та могли несподівано змінити напрямок основних зусиль. Німці також практикували тактику об'єднаних сил, тоді як французьке тактичне розгортання було жорстким та лінійним пережитком Першої світової війни. Французькі танки не мали радіостанцій, і часто командирам доводилося спешуватися, щоб віддавати накази. Попри на недоліки німців у бронетехніки, вони змогли отримати перевагу в ранковому бою 12 травня, оточивши кілька французьких батальйонів. Французькій 2-ій механізованій дивізії легких танків вдалося розгромити німецькі сили, що утворювали оточення «котлів», та звільнити оточені підрозділи. Всупереч німецьким повідомленням, французи здобули перемогу в перший день, запобігши прориву Вермахту до Жамблу або захопленню Анню. Результатом битви першого дня було:
Вплив на німецькі легкі танки був катастрофічним. Практично кожна французька гармата, починаючи з 25 мм і вище, пробивала 7-13 мм броні танка Panzer I. Хоча Panzer II показав себе дещо краще, особливо ті, що були модернізовані після Польської кампанії, їхні втрати були високими. Розчарування екіпажів цих легких Panzer перед обличчям важчих броньованих французьких машин було настільки сильним, що деякі вдалися до відчайдушних заходів. В одному з описів розповідається про командира німецького Panzer, який намагався залізти на Hotchkiss H-35 з молотком, ймовірно, щоб розбити перископи машини, але впав і був розчавлений гусеницями танка. Безумовно, до кінця дня Пріу мав підстави стверджувати, що його танки проявили себе в бою якнайкраще. Поле бою навколо Анну було всіяне підбитими танками, більшість з яких були німецькими Panzer, причому значною мірою це були Panzer I та II.
Але, наступного дня, 13 травня, французи зазнали поразки через невдале тактичне розгортання. Вони розтягнули свою бронетехніку тонкою лінією між Анню та Юї, не утворивши глибокоешелонованої оборони, хоча це й було головною метою відправки французької бронетехніки в проміжок під Жамблу. Це дало Гепнеру шанс зосередитися проти однієї з французьких легких дивізій (3-ої легкої механізованої) та здійснити прорив на цьому відтинку. Більше того, не маючи резервів позаду фронту, французи позбавили себе можливості провести контратаку.
. Травень 1940]]

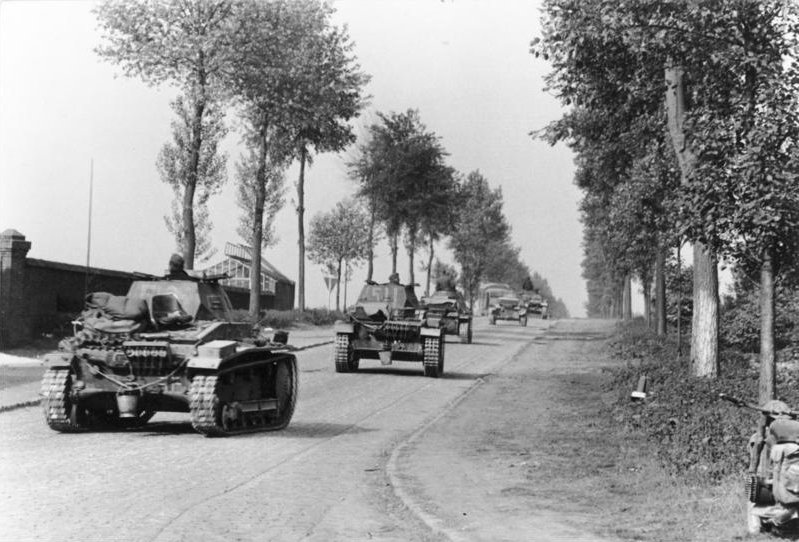
Німецька танкова колона на дорогах Бельгії

12 та 13 травня 2-га французька механізована дивізія не втратила жодної бойової машини, втім 3-тя дивізія зазнала втрату 30 танків SOMUA та 75 «Гочкис». Французи вивели з ладу 160 німецьких танків. Але оскільки невдале лінійне розгортання дало німцям шанс прорватися в одному місці, французьким військам довелося залишити поле бою. Німці відремонтували майже три чверті своїх танків; 49 було знищено, а 111 відремонтовано. У них загинуло 60 осіб, а ще 80 отримали поранення.
Гепнер переслідував відступаючих французів. Будучи нетерплячим, він не чекав, поки його піхотні дивізії наздоженуть його. Натомість він сподівався продовжувати відтісняти французів і не дати їм часу побудувати цілісну оборонну лінію. Німецькі формування переслідували ворога до Жамблу. Німецький моторизований корпус зіткнувся з відступаючими французькими колонами та завдав їм важких втрат. Переслідування створило серйозні проблеми для французької артилерії. Бій вівся настільки впритул, що небезпека інцидентів зі дружнім вогнем була цілком реальною. Тим не менш, французи, встановивши нові протитанкові заслони, а Гепнер, не маючи підтримки піхоти, змусив німців атакувати ворожі позиції в лоб. Під час наступної битви при Жамблу дві танкові дивізії повідомили про важкі втрати протягом 14 травня і були змушені уповільнити переслідування. Спроби німців захопити Жамблу з ходу були відбиті.
Хоча німці зазнали численних тактичних невдач, в оперативному плані їм вдалося відвернути 1-шу групу армій союзників від району Нижніх Арденн. Наземному угрупованню в тісній взаємодії із Люфтваффе вдалося виснажити кавалерійський корпус Пріу. Коли звістка про німецький прорив під Седаном досягла Пріу, він відступив з Жамблу. Після прориву пролому в Жамблу моторизований корпус, його 3-тя та 4-та танкові дивізії більше не були потрібні групі армій «B» і були передані групі армій «A». Група армій «B» мала продовжити власний наступ, щоб максимально прискорити розвал фронту противника біля Маасу. Група армій мала змогу просуватися на захід до Монса, обійти з флангу британські експедиційні війська та бельгійську армію, що захищала сектор Дейле-Брюссель, або повернути на південь, щоб обійти з флангу французьку 9-ту армію. Внаслідок боїв під Анню та Жамблу втрати німців були важкими. 4-та танкова дивізія станом на 16 травня мала в строю 137 танків, включаючи лише чотири Panzer IV; близько 45–50 відсотків танків були неготовими до бою. 3-тя танкова дивізія мала 20–25 відсотків своїх оперативних сил. Пошкоджені танки швидко ремонтували, але їхня сила була значно ослаблена. Французька 1-ша армія також зазнала поразок і, незважаючи на кілька тактичних оборонних перемог, була змушена відступити 15 травня через перебіг подій в інших місцях, кинувши свої танки на полі бою, тоді як німці змогли повернути свої до строю.

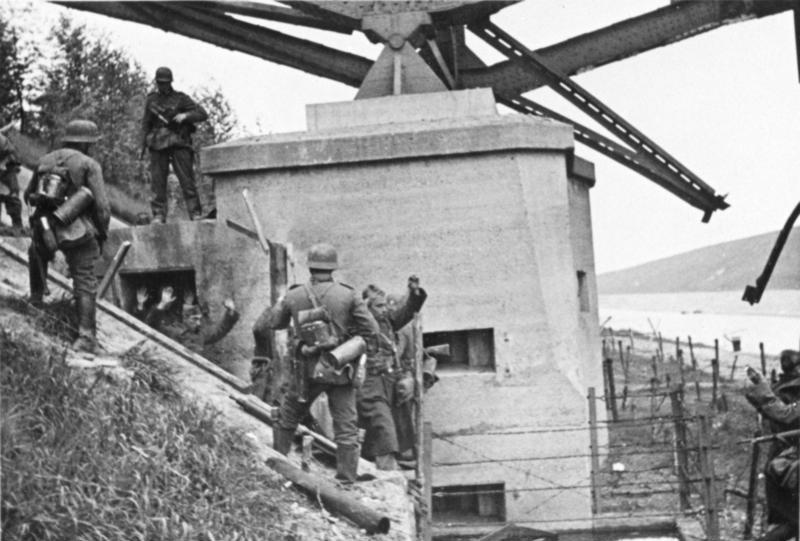
Бельгійський гарнізон фортеці Ебен-Емаель капітулював після битви німецьким солдатам. 11 травня 1940 року

#### 15–21 травня: Контратаки та відступ до узбережжя
Вранці 15 травня німецька група армій «А» прорвала оборону біля Седана та тепер могла вільно рушити далі аж до Ла-Маншу. Союзники розглядали можливість повноцінного відходу військ з бельгійської пастки, що утворилася. Відхід мав відбуватися у три етапи: ніч з 16 на 17 травня відступ до річки Сенн, ніч з 17 на 18 травня — до річки Дендр та ніч з 18 на 19 травня — до річки Шельда. Бельгійці неохоче залишали Брюссель та Левен, особливо враховуючи те, що лінія Дейле добре витримувала тиск німців. Бельгійська армія, британські експедиційні війська та 1-ша французька армія, за ефектом доміно, отримали наказ/були змушені відступити 16 травня, щоб уникнути обходу їхніх південних флангів німецькими бронетанковими військами, що просувалися через Французькі Арденни, та німецькою 6-ю армією, що просувалася через Жамблу. Бельгійська армія стримувала німецьку 14-ту армію на лінії KW разом із французькою 7-ю та британською арміями. Якби не розгром 2-ї французької армії під Седаном, бельгійці були впевнені, що змогли б зупинити наступ німців.
Ситуація вимагала від французів та британців відмовитися від оборони по рубежу лінії Антверпен-Намюр та її сильних позицій на користь імпровізованих нашвидкуруч облаштованих позицій за Шельдою, не стикаючись з жодним реальним опором. На півдні генерал Дефонтен з Бельгійського VII корпусу відступив з районів Намюра та Льєжа, район фортеці Льєж чинив запеклий опір німецькій 6-й армії. На півночі 7-му армію було перенаправлено до Антверпена після капітуляції голландців 15 травня, але потім її перенаправили на підтримку французької 1-ї армії. У центрі бельгійська армія та Британські експедиційні сили зазнали незначного тиску з боку німців. 15 травня єдиним сектором, який витривав атаки противника, був навколо Левена, який утримувала британська 3-тя дивізія. Британські експедиційні сили не надто хотіли відходити до Шельди.
Після виведення французької армії з північного сектору бельгійцям залишили обороняти укріплене місто Антверпен. Чотири піхотні дивізії (включаючи 13-ту та 17-ту резервні піхотні дивізії) вступили в бій з 208-ю, 225-ю та 526-ю піхотними дивізіями німецької 18-ї армії. Бельгійці успішно утримували північну частину міста, затримуючи німецькі піхотні сили та розпочавши відступ з Антверпена 16 травня. Місто впало 18/19 травня після значного опору бельгійців. 18 травня бельгійці отримали звістку про падіння форту Маршовелетт у Намюрі; Сурле впав 19 травня; Сен-Ерібер та Малонн — 21 травня; Дейв, Мезере та Андуа — 23 травня.
Між 16 та 17 травня британці та французи відступили за канал Віллебрук, оскільки концентрація союзних військ у Бельгії зменшилася та частка вирушила назустріч німецькому танковому наступу з Арденн. Бельгійський I та V корпуси також відступили до позицій, які бельгійці називали Гентським плацдармом, за річками Дендер та Шельда. Бельгійський артилерійський корпус та піхотні підрозділи підтримки відбили атаки німецької 18-ї армії, і в комюніке з Лондона британці визнали, що «бельгійська армія зробила значний внесок в успіх оборонної битви, що зараз ведеться». Тим не менш, бельгійці, які чисельно поступалися німцям, залишили Брюссель, а уряд втік до Остенде. 17 травня бельгійська столиця була окупована німецькою армією. Наступного ранку командир XVI корпусу Гепнер отримав наказ передати 3-тю та 4-ту танкові дивізії групі армій «А». В результаті 9-та танкова дивізія, придана до 18-ї армії, залишилися єдиним бронетанковим формуванням вермахту на Бельгійському фронті.
До 19 травня німці були за кілька годин до виходу на узбережжя французького Ла-Маншу. Горт виявив, що французи не мають ані плану, ані резервів, і мало надії зупинити німецький прорив до Ла-Маншу. Він був стурбований тим, що 1-ша французька армія на своєму південному фланзі перетворилася на неорганізовану масу «непотрібного наброду», побоюючись, що німецька бронетехніка може з'явитися на їхньому правому фланзі в Аррасі або Перонні, атакуючи порти Ла-Маншу в Кале або Булоні або з північного заходу британський фланг. Їхнє становище в Бельгії було значно ускладнене, і бельгійські захисники розглядали можливість залишити Бельгію та відступити до Остенде, Брюгге або Дюнкерка, останній з яких знаходився приблизно за 10-15 кілометрів від французького кордону.
Пропозицію про стратегічне виведення британських військ з континенту відхилили Воєнний кабінет та начальник Імперського генерального штабу. Вони відправили генерала Айронсайда, щоб повідомити Горта про своє рішення та наказати йому розпочати наступ на південний захід «попри всі перешкоди», щоб досягти «головних французьких сил» на півдні [найсильніші французькі сили насправді знаходилися на півночі]. Бельгійську армію попросили дотримуватися плану, або, якщо вони наполягатимуть, британський Королівський флот може евакуювати ті їх частини, які зможуть. Британський кабінет вирішив, що навіть якщо «наступ на Соммі» буде проведено успішно, деякі частини все ще потребуватимуть евакуації, і наказав адміралу Рамсі зібрати велику кількість суден. Це стало початком операції «Динамо». Айронсайд прибув до британського генерального штабу о 06:00 ранку 20 травня, того ж дня, коли було перервано континентальне сполучення між Францією та Бельгією. Коли Айронсайд повідомив Горта про свої пропозиції, Горт відповів, що така атака неможлива. Сім із дев'яти його дивізій вели бої на Шельді, і навіть якби їх вдалося відвести, це створило б розрив у обороні між бельгійцями та британцями, який ворог міг би використати та оточити перших. Бельгійські експедиційні сили вели бої вже дев'ять днів і тепер їм бракувало боєприпасів. Основні зусилля французам довелося докласти на півдні.
Позицію Бельгії щодо будь-якого наступального маневру чітко висловів Леопольд III. На його думку, бельгійська армія не могла проводити наступальні операції, оскільки їй бракувало танків і літаків; вона існувала виключно для оборони. Король також чітко дав зрозуміти, що на території Бельгії, яка швидко скорочувалася і все ще була вільною, їжі вистачить лише на два тижні. Леопольд не очікував, що Британські експедиційні сили поставить під загрозу власні позиції, щоб підтримувати контакт з бельгійською армією, але він попередив британців, що якщо вони продовжуватимуть наступ на південь, бельгійці не витримають тиску противника, і їхня армія розпадеться. Король Леопольд запропонував створити плацдарм, що прикриватиме Дюнкерк і бельгійські порти на Ла-Маншу. Але позиція начальника британського Імперського Генштабу взяла гору. Горт відвів до атаки лише два піхотні батальйони та єдиний танковий батальйон своїх експедиційних сил, які, незважаючи на певний початковий тактичний успіх, не змогли прорвати німецьку оборонну лінію в битві при Аррасі 21 травня.
Після цієї невдачі бельгійцям було запропоновано відступити до річки Ізер та захистити лівий фланг та тил союзників. Ад'ютант короля, генерал Оверстратен, заявив, що такий крок неможливий і призведе до краху бельгійської армії. Був запропонований інший план подальших дій. Французи просили бельгійців відступити до річки Лей, а британців — до французького кордону між Молде та Аллюєном, після чого бельгійці мали розширити свій фронт, щоб звільнити подальші частини бельгійської армії для контрнаступу. 1-ша французька армія мала б замінити ще дві дивізії на правому фланзі. Леопольд неохоче йшов на такий крок, оскільки це означало б залишення всієї Бельгії, крім невеликої її частини. Бельгійська армія була виснажена, виконати визначене завдання було технічно надмірно складно, і знадобилося б занадто багато часу, щоб його виконати.
У цей час бельгійці та британці дійшли висновку, що французи зазнали поразки, а союзні армії в «мішку» на бельгійсько-французькому кордоні будуть знищені, якщо не буде терміново вжито заходів. Британці, втративши довіру до своїх союзників, вирішили зосередитися лише на порятунку власних експедиційних сил.

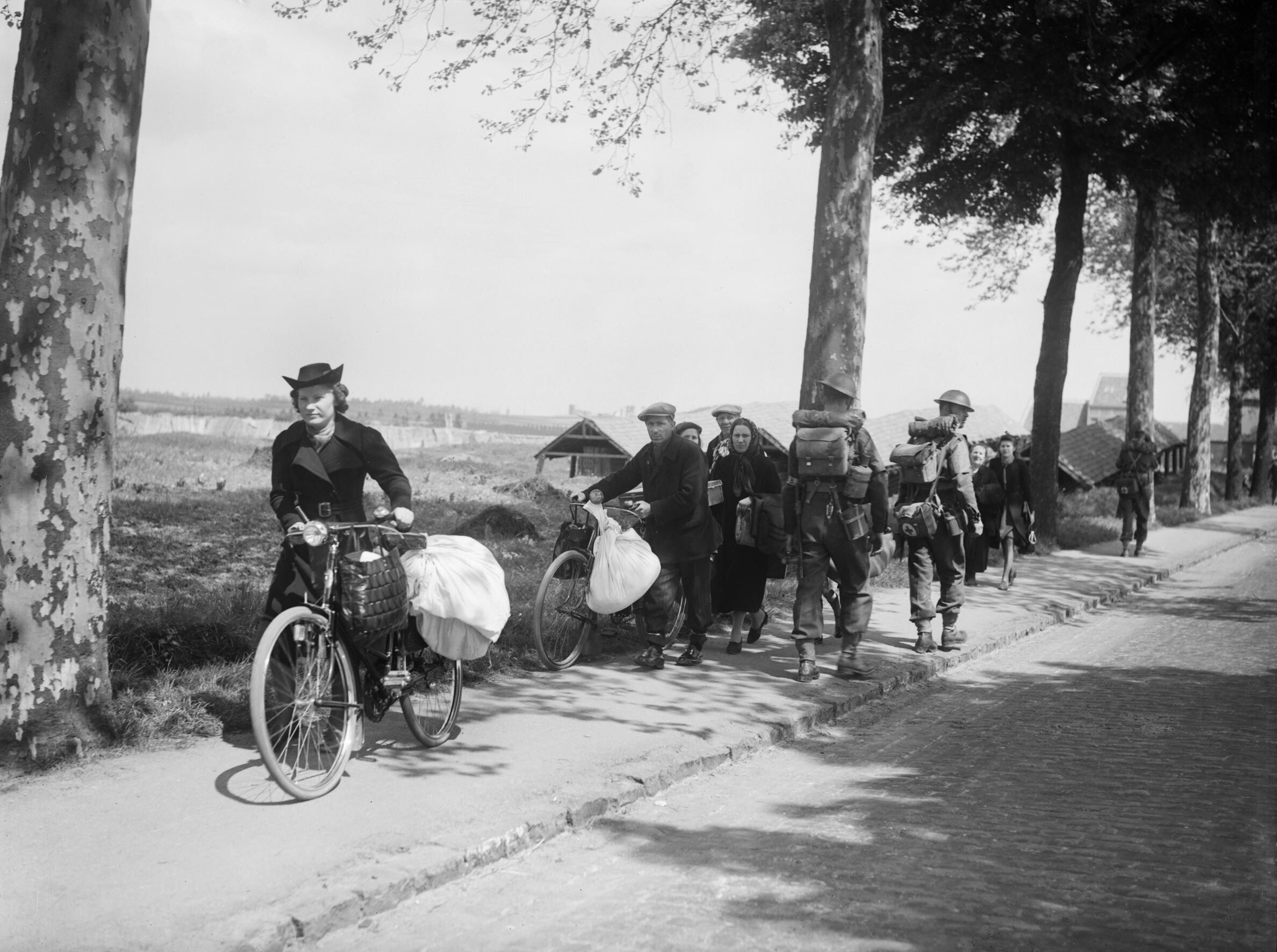
Британські війська та бельгійські біженці на дорозі Брюссель-Лувен. 12 травня 1940 року.

#### 22–28 травня: Останні оборонні битви
Вранці 22 травня бельгійський фронт простягався приблизно на 90 кілометрів з півночі на південь, починаючи з Кавалерійського корпусу, який зупинив його просування в Тернезені. V, II, VI, VII та IV корпуси (всі бельгійські) оборонялися пліч-о-пліч. Ще два корпуси зв'язку охороняли узбережжя. Ці формування тоді здебільшого утримували східний фланг фронту, поки війська Британського експедиційного корпусу та французькі війська відступали на захід, щоб захистити плацдарм навколо Дюнкерка, який був вразливим до німецького нападу 22 травня. Східний фронт залишався неушкодженим, але бельгійці тепер зайняли свою останню укріплену позицію в Леї. Бельгійський I корпус, маючи лише дві неповні дивізії, брав активну участь у боях, і його лінія фронту виснажувалася. Того дня Вінстон Черчилль відвідав фронт і наполягав на тому, щоб французька та британська армії прорвались з північного сходу. Він припускав, що Бельгійський кавалерійський корпус може утримати правий фланг наступу.
У наказі британського прем'єр-міністра був проігнорований той факт, що бельгійська армія не могла відступити до Ізеру і шанс того, що бельгійська кавалерія встигне підтримати атаку, був невеликий. План відходу був досить надійним — Ізер прикривав Дюнкерк із півдня та сходу, а канал Ла-Бассе — із заходу. Це також значно скорочувало фронт оборони бельгійців. Але такий маневр змушував залишити Пассендале, Іпр та Остенде; площа вільної території країни, що залишалася під контролем бельгіської влади, скоротилася б до декількох квадратних кілометрів.
23 травня французи знову провели низку наступальних операцій на німецьку оборонну лінію від Арденн до Кале, але безрезультатно. У той же час бельгійці під натиском німців відступили ще далі і здали Тернезен і Гент. Бельгійці відчували нестачу в паливі, продовольстві та боєприпасах, які під натиском німців було кинуто на сході. Люфтваффе, маючи повне панування в повітрі, постійно атакувала логістичні ланюцги союзників. У той же час повітряна підтримка союзників здійснювалася Британськими ПС із південної Англії, що було дуже незручно. Французи не бажали, щоб бельгійці використовували порти Дюнкерк, Бурбур та Гравлін, що знаходилися на території Франції. Бельгійці змушені були використовувати їх останні морські порти, що залишилися в Ніувпорті і Остенде.
Черчилль та Максим Вейган, який перейняли командування французькими військами від Гамелена, все ще були рішуче налаштовані прорвати німецькі позиції та вивести свої сили на південь. Коли 24 травня вони повідомили про свої наміри королю Леопольду та ван Оверстратену, останній був приголомшений. Між британцями та бельгійцями між Іпром та Менен почав утворюватися небезпечний проміжок, який загрожував залишкам бельгійського фронту. Бельгійці не могли його прикрити; їм серйозно бракувало сил. Не порадившись з французами та не запитавши дозволу у свого уряду, Горт негайно та рішуче наказав британським 5-й та 50-й піхотним дивізіям закрити проміжок та відмовитися від будь-яких наступальних операцій далі на південь.

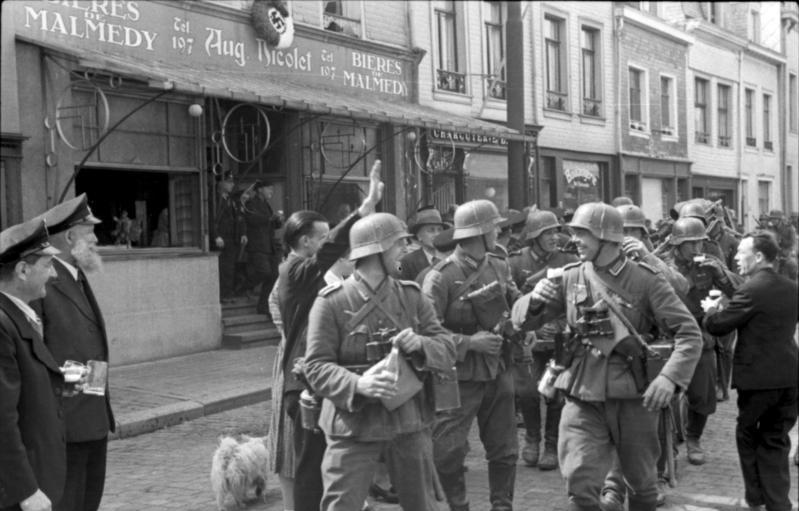
Німецьких солдатів вітають в Ейпен-Мальмеді, німецькому прикордонному регіоні, анексованому Бельгією за Версальським договором 1919 року. Травень 1940

Вдень 24 травня фон Бок кинув чотири дивізії 6-ї армії Райхенау проти позицій IV бельгійського корпусу в районі Кортрейка на річці Лейє під час битви на річці Ліс. Німцям, попри запеклий опір, вдалося вночі форсувати річку та пробитися на одну милю вздовж 13-мильного фронту між Вервіком та Кортрейком та захопити плацдарм. Тим не менш, бельгійці завдали німцям багатьох втрат і кількох тактичних поразок. 1-ша, 3-тя, 9-та та 10-та піхотні дивізії, діючи як підкріплення, кілька разів контратакували та зуміли захопити 200 німецьких полонених. Бельгійська артилерія та піхота потім зазнали сильної атаки Люфтваффе, що призвело до їхньої поразки. Бельгійці звинуватили французів та британців у відсутності повітряного прикриття. Німецький плацдарм небезпечно оголив східний фланг розтягнутої на південь 4-ї піхотної дивізії британських сил. Монтгомері відправив кілька підрозділів 3-ї піхотної дивізії для організації поспіхом оборони.
Загрозливим моментом у «плані Вейгана», на кому наполягали члени британського уряду та керівництво французької армії, було відведення відведення сил на південь для проведення контрнаступу. Це призвело до надмірного розтягнення бельгійської армії та сприяло її краху. Вона була змушена прикривати райони, що утримувалися британцями, щоб дати останнім можливість розпочати наступ. Такий крах міг би призвести до втрати портів Ла-Маншу позаду фронту союзників, що призвело б до повного стратегічного оточення. Британський експедиційний корпус міг б зробити більше для контратаки лівого флангу Бока, щоб допомогти бельгійцям, коли Бок атакував через укріплені британські позиції в Кортрейку. Бельгійське верховне командування звернулося щонайменше п'ять разів до британців з проханням атакувати вразливий лівий фланг німецьких дивізій між Шельдою та Лейє, щоб запобігти катастрофі.
Але атака так і не була проведена. Німці ввели свіжі резерви, щоб покрити прогалину (Менен-Іпр). Це майже відрізало бельгійців від британців. 2-га, 6-та та 10-та кавалерійські дивізії зірвали спроби німців використати прогалину в глибину, але ситуація все ще залишалася критичною. 26 травня офіційно розпочалася операція «Динамо», в рамках якої великі французькі та британські контингенти мали бути евакуйовані до Британських островів. На той час Королівський флот вже вивіз 28 000 британських військовослужбовців, які не брали участі в бойових діях. Булонь була захоплена і Кале мав упасти, залишивши Дюнкерк, Остенде та Зебрюгге єдиними життєздатними портами, які можна було використовувати для евакуації. Наступ 14-ї німецької армії не залишив Остенде доступним надовго. На заході німецька група армій «А» досягла Дюнкерка і вранці 27 травня перебувала за 6,4 км від його центру, в результаті чого порт опинився в зоні досяжності артилерії.
Ситуація 27 травня значно змінилася порівняно з тим, що була лише 24 години тому. 26 травня бельгійська армія була витіснена з лінії Лейє, а в західній та центральній частині фронту Лейє були втрачені Невеле, Вінкт, Тілт та Ізегем. На сході німці досягли околиць Брюгге та захопили Урсель. На заході лінія Менен-Іпр була прорвана біля Кортрейка, і бельгійці тепер використовували залізничні вагони для формування протитанкової оборони на лінії Іпр-Пашендейл-Рулер. Далі на захід бельгійська армія була відкинута назад, на північ від Лілля, трохи далі за французький кордон, і тепер перебувала під загрозою утворення розриву між ними та південним флангом бельгійських військ на осі Іпр-Лілль. Загрозлива ситуація свідчила, що в разі прориву німців до Дюнкерка союзники втрачали б єдиний великий порт, спроможний забезпечити евакуацію їх військ. Британці відступили до порту 26 травня. Роблячи це, вони залишили північно-східний фланг 1-ї французької армії поблизу Лілля відкритим. Коли британці відступали, німці просувалися вперед, оточуючи основну частину французької армії. Як Горт, так і його начальник штабу, генерал Генрі Пауналл, визнали, що їхнє відступ означатиме знищення 1-ї французької армії, і їх буде звинувачено в цьому.
Бої 26–27 травня поставили бельгійську армію на межу краху. Бельгійці все ще утримували лінію Іпр–Рулер на заході та лінію Брюгге–Тілт на сході. Однак 27 травня центральний фронт зазнав краху в секторі Ізегем–Тельт. Тепер ніщо не заважало німецькому наступу на схід, щоб захопити Остенде та Брюгге, або на захід, щоб захопити порти в Нуівпорті або Ла-Панне, глибоко в тилу союзників. Бельгійці практично вичерпали всі доступні засоби опору. Розпад бельгійської армії та її фронту спричинив багато помилкових звинувачень з боку британців. Фактично, бельгійці неодноразово трималися після відступу британців. Одним із прикладів було утримання ними лінії Шельда, де вони підкріпили британську 44-ту піхотну дивізію, дозволивши їй відступити через їхні ряди. Попри це, Горт і більшою мірою його начальник штабу Генрі Пауналл висловили гнів на рішення бельгійського короля здатися 28 травня, вважаючи це підривом спільних воєнних зусиль. Коли його запитали, чи планується евакуація бельгійців, Пауналл, як повідомляється, відповів: «Нам байдуже, що станеться з бельгійцями».

#### Капітуляція Бельгії
Бельгійська армія розтягнула свої оборонні позиції та рубежі від Кадзанда на південь до Менена на річці Лейє та на захід, від Менена, до Брюгге, не маюч вже жодних резервів. За винятком кількох бойових вильотів британської авіації, повітря перебувало виключно під контролем Люфтваффе, і бельгійці повідомляли про безперешкодні атаки на всі цілі та об'єкти німецькими пілотами. Між бельгійцями та гітлерівською армією не залишалося природних перешкод; подальший відступ був неможливим. Люфтваффе знищили більшість залізничних мереж до Дюнкерка, залишилося лише три дороги: Брюгге–Торхаут–Діксмейде, Брюгге–Гістель–Ньївпорт та Брюгге–Остенде–Ньївпорт. Використання таких напрямків відступу було неможливим без втрат через німецьке панування в повітрі. Водні комунікації було пошкоджено та перекрито, також було перекрито постачання газу та електроенергії. Канали були осушені та використані як склади для залишків боєприпасів та продуктів харчування. Загальна площа, що залишилася, займала лише 1700 км², на якій було зосереджено як військових, так і цивільних осіб, яких налічувалося близько 3 мільйонів. За цих обставин Леопольд вважав подальший опір марним. Увечері 27 травня він попросив про перемир'я.

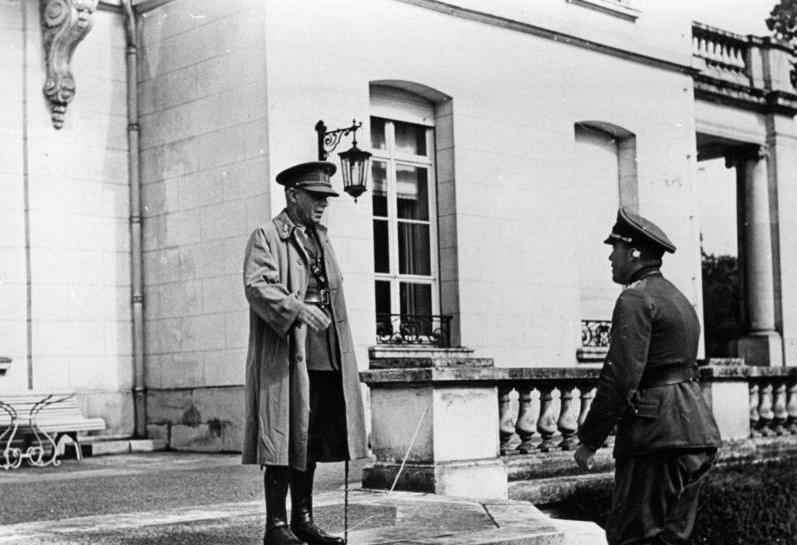
Початок переговорів про капітуляцію Бельгії. 28 травня 1940

Протягом ночі Королівський флот евакуював штаб-квартири з Мідделькерке та Сінт-Андріс, східніше Брюгге. Леопольд III та його мати, королева-мати Єлизавета, залишилися в Бельгії, щоб пережити п'ять років добровільного полону. У відповідь на пораду свого уряду створити уряд у вигнанні Леопольд сказав: «Я вирішив залишитися. Справа союзників програна». О 04:00 28 травня капітуляція Бельгії набула чинності. Сеерд союзників лунали взаємні звинувачення, британці та французи стверджували, що бельгійці зрадили союз. У Парижі французький прем'єр-міністр Поль Рейно засудив капітуляцію Леопольда, а бельгійський прем'єр-міністр Юбер П'єрло повідомив народ, що Леопольд ухвадив це рішення всупереч одностайній пораді уряду. В результаті король більше не міг керувати країною, і бельгійський уряд у вигнанні, який знаходився в Парижі (пізніше переїхав до Лондона після падіння Франції), продовжив боротьбу. Головною скаргою було те, що бельгійці не попередили заздалегідь про те, що їхнє становище настільки серйозне, що вони змушені капітулювати. Такі заяви були значною мірою несправедливими. Союзники знали і визнали це приватно 25 травня через контакт з бельгійцями, що останні перебувають на межі краху.
Офіційна реакція Черчилля та Великої Британії була стриманою. Це сталося завдяки серу Роджеру Кісу, який о 11:30 ранку 28 травня доповів кабінету міністрів про вольовий захист бельгійців в оборонній кампанії. Французький та бельгійський міністри називали дії Леопольда державною зрадою, але вони не знали про справжні події: Леопольд підписав не угоду з Гітлером про формування спільного уряду, а безумовну капітуляцію як головнокомандувач Бельгійських збройних сил.

### Наслідки
Німецька армія, що діяла, за оцінкою К. фон Тіппельскірха, практично ідеально, менш ніж за місяць змогла розгромити бельгійські, голландські, британські експедиційні та найбоєздатніші французькі війська. Були захоплені Північна Франція та Фландрія. Німецькі частини обійшли практично неприступну лінію Мажино, і вона більше не була перешкодою просування вермахту. Нездатність військ західних союзників зупинити вермахт у Бенілюксі призвела до фатальних наслідків: у результаті програшу в Бельгійській та Голландській кампаніях у французьких військах залишалося 59 пошарпаних, недоукомплектованих і погано оснащених дивізії, з французами залишилися 2 британські та 2 польські дивізії. Таким чином 136 німецьким дивізіям протистояли лише 63 дивізії союзників.
Втім, завдяки вжитим заздалегідь заходам факт капітуляції Бельгії не позначився згубним чином на становищі французьких та англійських військ. Передбачаючи капітуляцію, союзники зайняли рубіж Іпр — Діксмейде — Нівпорт для захисту свого східного флангу. Після виходу Бельгії з війни союзні війська займали вузький район, що примикав до моря, шириною близько 50 км. Цей район тягнувся у південно-східному напрямку на 80 км і закінчувався за Ліллем. 27 травня — 4 червня війська союзників, відрізані на узбережжі, провели так звану Дюнкеркську операцію, в ході якої з французького узбережжя в районі Дюнкерка було евакуйовано 338 226 військовослужбовців союзників. Але майже всі важке озброєння, техніка і спорядження було кинуто напризволяще на пляжах.
5 червня німецькі війська провели перегрупування, приготувавшись до подальших наступальних дій відповідно до плану «Гельб». У ході наступальних дій 5—22 червня сили вермахту завдали поразки військам союзників, що залишилися. 22 червня 1940 року було підписано акт про капітуляцію Франції.

## Втрати в кампанії
В результаті битви за Бельгію, яка тривала 10–28 травня 1940 року, загальні втрати становили:

### Бельгія
- Загинули в бою: 6093 особи, а 2000 бельгійських полонених померли в полоні
- Зникли безвісти: понад 500
- Полонені: 200 000
- Поранені: 15 850
- Літаки: 112 знищено

### Франція
Чисельність французьких втрат у битві за Бельгію достеменно невідома, але французи зазнали таких втрат протягом усієї Західної кампанії, з 10 травня по 22 червня:
- Загинули в бою: 90 000
- Поранені: 200 000
- Військовополонені: 1 900 000
- Загальні втрати французів у літаках становили 264 одиниці з 12 по 25 травня та 50 одиниць з 26 травня по 1 червня.

### Велика Британія
Точної інформації щодо кількості британських втрат у битві за Бельгію немає, але британці зазнали таких втрат протягом усієї кампанії з 10 травня по 22 червня:
- 68 111 вбитих у бою, поранених або захоплених у полон
- 64 000 транспортних засобів знищено або покинуто
- 2472 гармати знищено або покинуто

Втрати Королівських ПС протягом усієї кампанії (з 10 травня по 22 червня) склали 931 літак та 1526 осіб. Втрати станом на 28 травня невідомі. Загальні британські втрати в повітрі склали 344 літаків між 12 та 25 травня та 138 — між 26 травня та 1 червня.

### Німеччина
У зведеному звіті ОКВ про підсумки Західної кампанії з 10 травня по 4 червня повідомляється:
- Загинули в бою: 10 232 офіцери і солдати
- Зниклі безвісти: 8 463 офіцерів і солдатів
- Поранено: 42 523 офіцерів і солдатів

Втрати Люфтваффе з 10 травня по 3 червня: 432 літаки
Втрати Крігсмарине: немає

## Нотатки
1. ↑  Надавали легкоозброєні піхотні підрозділи, які відступали з голландської території. Крім того, голландські ВПС виконували кілька неефективних і дорогих місій. Gunsburg, 1992, с. 216.

## Відео
- The Battle of Belgium & The fall of Eben Emael [Архівовано 1 червня 2014 у Wayback Machine.]
- Belgium Campaign (May 1940) [Архівовано 28 вересня 2016 у Wayback Machine.]
- The Fall Of Fort Eben Emael (Part 1/5)